# Huis Loil
Het Huis Loil was een kasteel ten noorden van het Nederlandse dorp Loil, provincie Gelderland.

## Geschiedenis
Begin 14e eeuw was er een geslacht Van Loil. In 1357 werd Albrecht Doys van Loel met het kasteel beleend door de graaf van Kleef. Albrecht diende het kasteel als zogenaamd open huis aan de graaf op te dragen.
De heren van Bergh kregen het kasteel midden 15e eeuw door aankoop in handen, nadat ze in 1388 ook al de heerlijke rechten van Didam hadden verworven. Van 1470 tot 1787 werd het kasteel Loil als leen van Bergh uitgegeven, met Henrick van Loell als de eerste leenman. Hij verkocht het kasteel rond 1500. Hierna wisselde het regelmatig van eigenaar.

### Tengbergen
In 1781 kocht de drost van Didam, Andries Tengbergen, het kasteel, waarmee hij vervolgend beleend werd. Hij liet het oude kasteel vervangen door een landhuis. Na zijn dood in 1787 volgde zijn zoon Johan Andries hem op, maar deze verhuisde naar Doesburg en het kasteel werd voortaan verhuurd. Het zou tot 1865 duren voordat een lid van de familie Tengbergen weer op het kasteel zou verblijven. Het huis werd in die tijd ook wel Huis Tengbergen genoemd. Het laatste familielid woonde er tot 1903.

### Afbraak
In 1910 kocht Johannes Freriks het in slechte staat verkerende huis. Na zijn dood kocht de familie Radstake het huis en liet het vervolgens afbreken. Het terrein werd geëgaliseerd, en het puin en de weggegraven grond werden gebruikt om de gracht op te vullen. Op het voormalige kasteelterrein werd een boerderij gebouwd.

## Beschrijving
Het middeleeuwse kasteel is afgebeeld op een tekening van Jacobus Stellingwerf. De tekening dateert uit 1720, maar geeft de situatie weer van 1663. Het gaat om een omgracht kasteel met diverse vleugels en een hoektoren.
Het landhuis dat eind 18e eeuw werd gebouwd, was een rechthoekig gebouw met vijf traveeën en twee woonlagen. Het symmetrische bouwwerk werd met een zadeldak afgedekt.

## Kleine Loil
Volgens het leenregister van Bergh was er ook een huis met de naam Kleine Loil. Van 1410 tot 1804 stond het als leen te boek, met Johan van Loel als eerste leenman. Mogelijk was er een familieband met de eigenaren van het Huis Loil. De ligging van Kleine Loil is onbekend.
Aalst · Aardenburg · Acquoy · Aerdt · Agistaldaburg · Ahof · Aldenhaag · Aller · Ambe · Ammersoyen · Ampsen · Andelst · Angeroyen · Appelburg · Appelse walburg · Appeltern · Arler · Baak · Babberich · Baer · Baerle · Bakerbosch · Balgoij · Barlham · Batenburg · Beek · Beerenclaauw · Bemmel · Bevervoorde · Bergh · Biljoen · Bingerden · Blankenborg (Laren) · Blankenborg · Blauwe Huis · Blokhuis (Ravenswaaij) · Boelenham · Boetselaersborg · Borculo · Boswaai · Brakel · Den Brakel · Den Bramel · Bredevoort · Broekhuizen · Bronkhorst · Bruchem · Bruinhorst · Brunsberg · Bulkestein · Bunswaard · Burcht van Tiel · Buren · De Buurse · Byland · Byvanck · Caetshage · Camphuysen · De Cannenburch · de Cloese · Coldenhove · Culemborg · Dedinckweerd · Delwijnen · Didam · Diepenbroek · Hof te Dieren · Huis Dijck · Dikke Tinne · Doddendaal · Dodewaard · Doornenburg · Doornik · Doorwerth · Dooyenburg · Dorth · Doseburg · Drakenburg · Dreumel · Druten · Duivelshuis · Eerbeek · De Ehze · Elburg · Eldrik · Emmerik · Engelenburg · Groot Engelenburg · Engelrode · Enghuizen · Enspijk · De Essenburgh · Essenpas · Est · Fokkinck · Gameren · Geerestein · Geldermalsen · De Gelderse Toren · Geldersweerd · Gellicum · Gendt · Gennepestein · Glindhorst · Goudenstein · ‘s-Grevenhoef · Groot Hell · Groenlo · Groesbeek · Huis te Groesbeek · Grunsfoort · Gulden Spijker · Hackfort · Hackforts Veenhuis · Hagen · Hagevoort · Hamerden · Hanepol · Harreveld · Harslo · Hassink · Het Haveke · Hedel · Heeckeren · De Heegh · Hees · De Heest · Hellouw · Hemmen · Hernen · Motte van Hernen · Heumen · Heusden · Hoekelum · Hoekenburg · De Hoeve · De Hof · Hof d'Ooy · Hof van Arkel · Huis het Holt · Holthuis · Het Holtslag · Ter Horst · Houberg · St. Hubertus · Huissen · Hulhuizen · Hulkestein · Hulsen · Hunneschans bij De Duno · Hunneschans bij Uddel · Jonker Bloo · 't Joppe · De Kamp · Karssenberg · Kemnade · Keppel · Kermestein · Kernhem · Kervel · Kiefskamp · De Kinkelenburg · Klein Enghuizen · Kleverburg · Kortenhoeve · Laag Helbergen · Lakenburg · Landfort · Langen · Latenstein · De Lathmer · Lathum · Ter Lede · Leegpoel · Leemcuyl · Leeuwen · Leeuwenbergh · Lensenburg · Lent · Leur · Leuvenum · Leyenburg · Lichtenvoorde · Lievenstein · Loenen · Loevestein · Loil · Loowaard · Luynhorst · Hof te Maasbommel · Magerhorst · Malburgen · Malderburcht · Malsen · Manhorst · Marhulsen · De Marsch · Marveld · Mathena · Maurik · Medel · Medestein · 't Medler · Meinerswijk · De Mellard · Mensink · Mergelp · Meteren · 't Meyerink · Middachten · Millingen · Mussenberg · Nagelhorst · Nederhagen · Nederhemert · Neerijnen · Huis Neerijnen · De Nesch · Nettelhorst · Nieuwe Blokhuis ·  Nijburg · Nijenbeek · Old Putten · Notenstein · Nye Huis · Olde Spijker · Oldenaller · Oldenhof (Driel) · Oldenhof (Heteren) · De Ooij · Oolde · Oud Oolde · Oosterhout · Ophemert · Opijnen · Oud Ampsen · Oude Blokhuis · Het Oude Loo · Oude Voorst · Oudenborch · Oud-Wisch · Huis te Overasselt · Overeng · Overhagen · Overlaar · 't Oye · Palmestein · De Parck · Persingen · Plekenpol · Ploen · Pluimenburg · Poederoijen · Poelwijck · Poelwijk · De Pol (Dreumel) · Huis de Poll (Huis te Gietelo) · De Poll (Huissen) · Pollenbering · Pollenstein · Puttenstein · Het Raasink · Ravenhorst · De Rees · Ressen · Reuversweerd · Reygersfoort · Rhijnestein · Huis Rijswijk · Rode Toren · Roode Wald · Rosande · Rosendael · Rossum · Rumpt · Ruurlo · Rijsselt · Schadewijk · Schaffelaar · Scherpenzeel · Schoonbroek · Schoonderbeek · Schoonenburg · Schuilenburg · Schuilkerke · Hof te Seelbeek · Sevenaer I · Sevenaer II · Sinderen (Oude IJsselstreek) · Sinderen (Voorst) · Slangenburg · Sleeburg · Slimsijp · De Snor · Soelen · Spaansweerd · Spaldorp · Spijk · Staverden · Sterkenburg · Swanepol · Tarthorst · Teisterbant (Kerk-Avezaath) · Teisterbant (Kerkdriel) · Ter Dicke · Tolhuis · Tolhuis (Tiel) · Tollenburg · Tongerlo · Toren van Wely · Tuil · Ubbergen · Uilenburg (Ewijk) · Uilenburg (Heteren) · Ulenpas · Ulft · Upladen · Valburg · Valkhofburcht · Valkhofpalts · Vanenburg · Varik · Hof te Varsseveld · 't Velde · Velhorst · Verwolde · Vierakker · De Voorst · Voorstonden · Vorden · Vosbergen · Vredenburg · Vredestein (Driel) · Vredestein (Ravenswaaij) · Vuren · Waardenburg · Waddestein · Wadenoijen · Waede · Wageningen · Walfort · 't Waliën · De Wardt · Watergoor · Watermeerwijk · Wayenstein (Huis te Herwijnen) · Well (Huis van Malsen) · Weijenrade · Westenburg · Westerholt · Weurt · De Wiersse · Wijenburg (Echteld) · De Wildenborch · De Wildt · Wilp · Wilperhorst · Winssen · Wisch · Wychen · Wolfswaard · Woolbeek · Yrst · IJzendoorn · Zeeland · Zilveren Spijker · Zuilichem · Zwaluwenburg · Zwanenburg (Heerde) · Zwanenburg (Megchelen)